# World Organization of the Scout Movement
De World Organization of the Scout Movement (WOSM) (ook wel Organisation Mondiale du Mouvement Scout (OMMS) genaamd) is de grootste scouting wereldorganisatie. Van de WOSM zijn de nationale scoutingorganisaties lid die gestart zijn voor alleen jongens, de nationale scoutingorganisaties die gemengd gestart zijn of die gemengd geworden zijn na een fusie. De laatsten zijn vaak ook lid van de World Association of Girl Guides and Girl Scouts (WAGGGS). De WOSM heeft ongeveer 40 miljoen leden verspreid over de hele wereld. De WOSM ontving in 1981 de UNESCO-prijs voor Vredeseducatie.

## Landen met lidmaatschap
De scoutsbeweging is een wereldjeugdbeweging met meer dan 40 miljoen leden. De WOSM is de overkoepelende organisatie die de nationale scoutsorganisaties (National Scout organisation or NSO's) verenigt in The World Scout conference. De nationale scoutsorganisatie heeft als belangrijkste taak om de lokale scoutsverenigingen mee helpen te ontwikkelen en te steunen. Ook contacten leggen met andere scoutsbewegingen, over de landsgrenzen geen, wordt sterk gepromoot. Om lid te worden van de WOSM moet de nationale scoutsorganisatie erkend worden in The World Scout Conference. Deze komt driejaarlijks bijeen. Per land kan er maar één nationaal scoutsorganisatie zijn. Wanneer er meerdere organisaties in één land aanwezig zijn, moet een overkoepelende federatie opgericht worden. Dit is het geval in België, waar de Gidsen- en Scoutsbeweging in België de vijf kleinere scoutsorganisaties verenigt. Nederland heeft, in tegenstelling tot België, één scoutsorganisatie (Scouting Nederland). Momenteel bestaat de Wereldscoutsorganisatie uit 161 landen. 127 landen zijn enkel lid van de WOSM, 34 landen zijn zowel lid van de WOSM en de WAGGGS.
In 2008 waren er volgens de Wereldscoutsorganisatie zes landen waarin er geen scoutsorganisatie bestaat (zie lijst). Daarnaast zijn er 27 landen die potentiële kandidaten zijn voor toetreding tot de WOSM. In deze gevallen zijn er scoutsbewegingen actief, maar zijn de verschillende scoutsbewegingen van uiteenlopende steden en dorpen nog niet omgebouwd en gecentraliseerd tot één nationale scoutsorganisatie. Hierdoor wordt toetreding tot het WOSM bemoeilijkt.
Landen waarin geen scoutsorganisatie aanwezig is:
- Andorra
- Cuba
- Laos
- Noord-Korea
- Vaticaanstad

## Centrale organisatie
De centrale organisatie van de WOSM bestaat uit drie organisatieonderdelen:
- The World Scout Conference, de Algemene Vergadering[4]

Dit bestuursorgaan bestaat uit alle betrokken landen die deel uitmaken van de Wereldscoutsorganisatie. The National Scout Organisations (NSO's) kunnen een maximum van zes afgevaardigden hebben in de Algemene Vergadering. De Algemene Vergadering wordt om de drie jaar gehouden en heeft als functie om de richtlijnen en beleidslijnen van de scoutbeweging duidelijk te maken. Daarnaast neemt men de nodige stappen om toekomstige plannen uiteen te zetten (zoals de organisatie van de vierjaarlijkse wereldjamboree). Voorafgaand aan de conferentie vindt er altijd een World Scout Youth Forum plaats. Door het voorbereiden van voorstellen en ideeën voor The World Scout Conference en The Worlds Scout Committee leren de jongeren, die deelnemen aan het forum, belangrijke vaardigheden om beslissingen te nemen (zowel op wereldniveau, maar ook om later lokale beslissingen te maken in de eigen scoutvereniging). 
- The World Scout Committee, het dagelijks bestuur

Het Comité is de "uitvoerende macht" binnenin de wereldscoutsorganisatie. Het zorgt ervoor dat de doelstellingen en afspraken van The World Scout Conference geïmplementeerd worden. Het bestuur bestaat uit twaalf leden, telkens uit een verschillend land. Voorzitter is sinds eind augustus 2024 de Curaçaoenaar Daniël Corsen Jr., die in Cairo werd gekozen voor een termijn van drie jaar.
- The World Scout Bureau, het secretariaat

Dit bestaat vooral uit de ambtenaren van de organisatie. Zij staan in voor de realisatie van de voorgestelde projecten en beslissingen, die voortkomen uit de voorgenoemde organen.

## Links
- Scout Movement
- De lijst van alle nationale scoutsorganisaties: National Scout Organizations